# جاريد سلينجير
جاريد سلينجير (بالإنجليزية: Jared Sullinger)‏ مواليد 4 مارس 1992 في كولومبوس، هو لاعب كرة سلة محترف أمريكي بدأ مسيرته الاحترافية في سنة 2012 حيث تم اختياره من قبل فريق بوسطن سيلتكس خلال الدرافت، يلعب مع فريق بوسطن سيلتكس في الرابطة الوطنية لكرة السلة كلاعب وسط ويحمل الرقم 7. يبلغ طوله 6 قدم 9 بوصة (2.1 م).

## فرق لعب لها
- بوسطن سيلتكس

## إحصائيات المسيرة

### الموسم الاعتيادي
| السنة   | الفريق       | لعب | بدأ | دقيقة | ميداني% | ثلاثية | حرة  | ارتداد | صنع | استلاب | تصدي | نقطة |
| ------- | ------------ | --- | --- | ----- | ------- | ------ | ---- | ------ | --- | ------ | ---- | ---- |
| 2012–13 | بوسطن سيلتكس | 45  | 5   | 19.8  | .493    | .200   | .746 | 5.9    | .8  | .5     | .5   | 6.0  |
| 2013–14 | بوسطن سيلتكس | 74  | 44  | 27.6  | .427    | .269   | .778 | 8.1    | 1.6 | .5     | .7   | 13.3 |
| 2014–15 | بوسطن سيلتكس | 58  | 49  | 27.0  | .439    | .283   | .744 | 7.6    | 2.3 | .8     | .7   | 13.3 |
| 2015–16 | بوسطن سيلتكس | 81  | 73  | 23.6  | .435    | .282   | .640 | 8.3    | 2.3 | .9     | .6   | 10.3 |
| المسيرة |              | 258 | 171 | 24.9  | .439    | .276   | .727 | 7.7    | 1.8 | .7     | .6   | 11.1 |

### التصفيات
| السنة   | الفريق       | لعب | بدأ | دقيقة | ميداني% | ثلاثية | حرة  | ارتداد | صنع | استلاب | تصدي | نقطة |
| ------- | ------------ | --- | --- | ----- | ------- | ------ | ---- | ------ | --- | ------ | ---- | ---- |
| 2015    | بوسطن سيلتكس | 4   | 0   | 20.0  | .553    | .333   | .571 | 7.0    | .3  | .0     | .8   | 12.3 |
| المسيرة |              | 4   | 0   | 20.0  | .553    | .333   | .571 | 7.0    | .3  | .0     | .8   | 12.3 |

## روابط خارجية
- جاريد سلينجير على موقع إن بي أي (الإنجليزية)
- جاريد سلينجير على موقع سبورتس رفرنس (الإنجليزية)
- جاريد سلينجير على موقع كرة السلة الأوروبية.كوم (الإنجليزية)
- جاريد سلينجير على موقع إي إس بي إن.كوم (الإنجليزية)
- جاريد سلينجير على موقع كلية كرة السلة في سبورتس رفرنس.كوم (الإنجليزية)
- جاريد سلينجير على موقع ريلجم (الإنجليزية)
- جاريد سلينجير على موقع بروبوليرز (الإنجليزية)
- جاريد سلينجير على موقع سبورتس رفرنس (الإنجليزية)
- جاريد سلينجير على موقع سبورتس رفرنس (الإنجليزية)